# Stichting voor Banistiek en Heraldiek
De Stichting voor Banistiek en Heraldiek werd op 30 juni 1964 opgericht en ondersteunde Nederlandse overheidsinstanties bij het ontwerp van hun wapens en vlaggen. Een van de oprichters van deze stichting was Kl. Sierksma, die ook een van de voorzitters van de stichting was. In 1965 organiseerde de stichting voor Banistiek en Heraldiek het eerste internationale vexillologie-congres, dat in Muiderberg werd gehouden. Naar aanleiding van dit congres ontstond de Fédération Internationale des Associations Vexillologiques, kortweg FIAV.
De organisatie onderhield contacten met andere vexillologische instituten en verenigingen in binnen- en buitenland, waaronder de Nederlandse Vereniging voor Vlaggenkunde. Na 1981 zijn geen activiteiten van de stichting meer bekend.

## Publicaties van de stichting
De stichting bracht onder andere onderstaande publicaties uit:
- Facetten van vlaggenkunde (1971), door O. Neubecker, H. Ringoir, J.C. Terluin
- Vlagprotocol (1981), geschreven door Kl. Sierksma